# 乌兰浩特义勒力特机场
乌兰浩特义勒力特机场是一个位于中国内蒙古自治区乌兰浩特的民航机场。2023年該機場之旅客流量為968,433人次。

## 扩建工程
2013年4月，机场飞行区扩建工程正式动工，工程按照2025年目标年旅客吞吐量120万人次/年、货邮吞吐量为3000吨/年设计，总投资2.6亿元，建设内容包括：在现有跑道东北侧距跑道中线176米处新建一条长2600米、宽45米的跑道，新建长260.5米、宽105米的站坪，建设6个C类机位的停机坪及2条垂直联络道、掉头坪、防吹坪、通信导航气象和助航灯光系统等工程。
2013年7月4日，机场航站区扩建工程获自治区发改委批复，项目总概算38388.38万元，其中附属工程包括新建办公楼1500㎡、航管楼（含塔台）1500㎡、消防站2100㎡、车库3000㎡、换热站、污水处理站等，总投资2700万元。
2014年9月16日，飞行区扩建工程通过竣工验收，9月26日，新建跑道顺利通过校飞，10月15日，新建跑道成功试飞。2015年1月8日，机场新建跑道正式启用，服役20年的旧跑道退役为滑行道使用。

## 航点
| 航空公司     | 目的地                                    |
| ------------ | ----------------------------------------- |
| 华夏航空     | 阿尔山、哈尔滨、呼和浩特、呼伦贝尔/海拉尔 |
| 中国联合航空 | 北京/大興                                 |
| 中国国际航空 | 北京/首都                                 |
| 天津航空     | 呼和浩特、沈阳、通辽、大连、海拉尔        |
| 成都航空     | 天津                                      |
| 东海航空     | 石家庄、郑州                              |